# Каналстрой (станция)
Каналстро́й — железнодорожная станция Савёловского направления Московской железной дороги в одноимённом микрорайоне города Дмитров Московской области. Входит в Московско-Смоленский центр организации работы железнодорожных станций ДЦС-3 Московской дирекции управления движением. По основному характеру работы является промежуточной, по объёму работы отнесена к 4 классу. 
На единственной пассажирской платформе останавливаются электропоезда на Савёлово, Дубну.
От станции отходят однопутные неэлектрифицированные линии для обслуживания дмитровских предприятий: ДЗФС, ТПИ и складов.

## История
Станция была сформирована как железнодорожный узел Савёловской железной дороги во время строительства канала имени Москвы в 1932—1937 годах. На строительстве канала работали почти одни заключённые Дмитлага.
Тогда же была построена железнодорожная ветка Вербилки — Большая Волга. Отсюда перераспределялись ресурсы по железной дороге для строительства канала. 
В 1940 году после завершения строительства канала и расформирования последнего отделения Дмитлага (ИТЛ Дмитровского механического завода закрыли в 1940 году), станцию оформили как грузовую и передали на баланс Наркомата путей сообщения СССР. Название станция получила в честь строительства канала имени Москвы.
Построена в 1940 году на участке Дмитров — Сонково Московской железной дороги.
Отсюда идут железнодорожные ветки к заводу ДЗФС, Дмитровскому экскаваторному заводу, ДОЗАКЛу и другим предприятиям Дмитрова.
Участок Дмитров — Каналстрой электрифицирован в 1961 году. После электрификации станция стала принимать пассажиров.

## Деятельность
На станции осуществляются:
- Прием и выдача грузов повагонными и мелкими отправками, загружаемых целыми вагонами, только на подъездных путях и местах необщего пользования.

Коммерческие операции, выполняемые на станции: 	
- Посадка/высадка на поезда местного и пригородного сообщения с продажей билетов.
- Приём/выдача повагонными и мелкими отправками (подъездные пути)[3].